# Oulema laticollis
Oulema laticollis är en skalbaggsart som beskrevs av R. White 1993. Oulema laticollis ingår i släktet Oulema och familjen bladbaggar. Inga underarter finns listade i Catalogue of Life.